# کوین دیلون
 کوین دیلون (انگلیسی: Kevin Dillon؛ زادهٔ ۱۹ اوت ۱۹۶۵) یک هنرپیشه اهل ایالات متحده آمریکا است. وی از سال ۱۹۸۳ میلادی تاکنون مشغول فعالیت بوده‌است.
از فیلم‌ها یا برنامه‌های تلویزیونی که وی در آن نقش داشته است می‌توان به جوخه، دارودسته، خانواده فوری و اجبار اشاره کرد.